# Amesbury
Amesbury – miasto i civil parish w Wielkiej Brytanii, w Anglii, w regionie South West England, w hrabstwie  Wiltshire, w dystrykcie (unitary authority) Wiltshire.
W 2011 roku civil parish liczyła 10 724 mieszkańców.
W Amesbury ma swą siedzibę klub piłkarski – Amesbury Town F.C.
Amesbury jest wspomniana w Domesday Book (1086) jako Ambles/Ambresberie.
W Amesbury istniał klasztor ufundowany w drugiej połowie X w. przez Elfrydę, żonę króla Anglii Edgara Spokojnego, w 1177 przekształcony przez króla Anglii Henryka II, rozwiązany w 1539. Ocalały kościół św. Marii i św. Melariusza służy jako anglikański kościół parafialny.